# ミカエル・ドラージュ
ミカエル・ドラージュ（Mickaël Delage、1985年8月6日 - ）は、フランス、リブルヌ出身の自転車競技（ロードレース）選手。

## 来歴
2003年
- ジュニア世界選手権自転車競技大会 ポイントレース 2位

2005年、ラ・フランセーズ・デ・ジュー（後の FDJ・ビッグマット）と契約。
2006年
- フランス選手権 団体追抜 優勝
- ツール・ド・ラブニール 区間1勝(第1)
- ジロ・デ・イタリア初出場 総合129位

2007年
- ツール・ド・フランス初出場 総合117位

2008年
- ツアー・ダウンアンダー 総合4位

2009年、サイレンス・ロット（現 オメガファーマ・ロット）に移籍。
- クラシカ・サンセバスティアン 3位

2011年、FDJ（後の FDJ・ビッグマット）に移籍。
- ダンケルク4日間レース  総合9位
- ツール・ド・ピカルディ 総合7位
- ツール・ド・ルクセンブルク 総合5位
- ツール・ド・フランス
  - 第3、第11ステージ 敢闘賞
- パリ〜ツール 6位

2012年
- ショレ＝ペイ・ド・ロワール 3位
- グランプリ・ド・ラ・ソム 3位

2013年
- ラ・ルー・トゥランジェル 優勝